# Platax batavianus
Platax batavianus är en fiskart som beskrevs av Cuvier, 1831. Platax batavianus ingår i släktet Platax och familjen Ephippidae. Inga underarter finns listade i Catalogue of Life.